# Championnats du monde de course d'orientation 2017
 (août 2019).
Si vous disposez d'ouvrages ou d'articles de référence ou si vous connaissez des sites web de qualité traitant du thème abordé ici, merci de compléter l'article en donnant les références utiles à sa vérifiabilité et en les liant à la section « Notes et références ».
Navigation
Édition précédente Édition suivante
Les championnats du monde de course d'orientation 2017, trente-quatrième édition des championnats du monde de course d'orientation, ont lieu du 30 juin au 7 juillet 2017 à Tartu, en Estonie.

## Podiums
Femmes
| Épreuves                | Or                                                     | Argent                                                      | Bronze                                           |
| ----------------------- | ------------------------------------------------------ | ----------------------------------------------------------- | ------------------------------------------------ |
| Femmes Sprint           | Danemark Maja Alm                                      | Russie Natalia Gemperle                                     | Russie Galina Vinogradova                        |
| Femmes moyenne distance | Suède Tove Alexandersson                               | Norvège Marianne Andersen                                   | Finlande Venla Harju                             |
| Femmes Longue distance  | Suède Tove Alexandersson                               | Danemark Maja Alm                                           | Russie Natalia Gemperle                          |
| Femmes Relais           | Suède Emma Johansson Helena Jansson Tove Alexandersson | Russie Anastasia Rudnaya Svetlana Mironova Natalia Gemperle | Finlande Venla Harju Marika Teini Merja Rantanen |

Hommes
| Épreuves                | Or                                                | Argent                                                   | Bronze                                           |
| ----------------------- | ------------------------------------------------- | -------------------------------------------------------- | ------------------------------------------------ |
| Hommes Sprint           | Suisse Daniel Hubmann                             | France Frédéric Tranchand                                | Suède Jerker Lysell                              |
| Hommes moyenne distance | France Thierry Gueorgiou                          | Suisse Fabian Hertner                                    | Ukraine Oleksandr Kratov                         |
| Hommes Longue distance  | Norvège Olav Lundanes                             | Russie Leonid Novikov                                    | Suède William Lind                               |
| Hommes Relais           | Norvège Eskil Kinneberg Olav Lundanes Magne Dæhli | France Frédéric Tranchand Lucas Basset Thierry Gueorgiou | Suède Johan Runesson William Lind Gustav Bergman |

Mixte
| Épreuves            | Or                                                               | Argent                                                                       | Bronze                                                           |
| ------------------- | ---------------------------------------------------------------- | ---------------------------------------------------------------------------- | ---------------------------------------------------------------- |
| Sprint Relais Mixte | Suède Lina Strand Jerker Lysell Jonas Leandersson Helena Jansson | Danemark Cecilie Friberg Klysner Andreas Hougaard Boesen Tue Lassen Maja Alm | Suisse Elena Roos Florian Howald Martin Hubmann Sabine Hauswirth |

## Tableau des médailles
- Pays organisateur

| Rang  | Nation   | Or | Argent | Bronze | Total |
| ----- | -------- | -- | ------ | ------ | ----- |
| 1     | Suède    | 4  | 0      | 3      | 7     |
| 2     | Norvège  | 2  | 1      | 0      | 3     |
| 3     | Danemark | 1  | 2      | 0      | 3     |
| 3     | France   | 1  | 2      | 0      | 3     |
| 5     | Suisse   | 1  | 1      | 1      | 3     |
| 6     | Russie   | 0  | 3      | 2      | 5     |
| 7     | Finlande | 0  | 0      | 2      | 2     |
| 8     | Ukraine  | 0  | 0      | 1      | 1     |
| Total | Total    | 9  | 9      | 9      | 27    |